# St. Paul (Graz-Waltendorf)

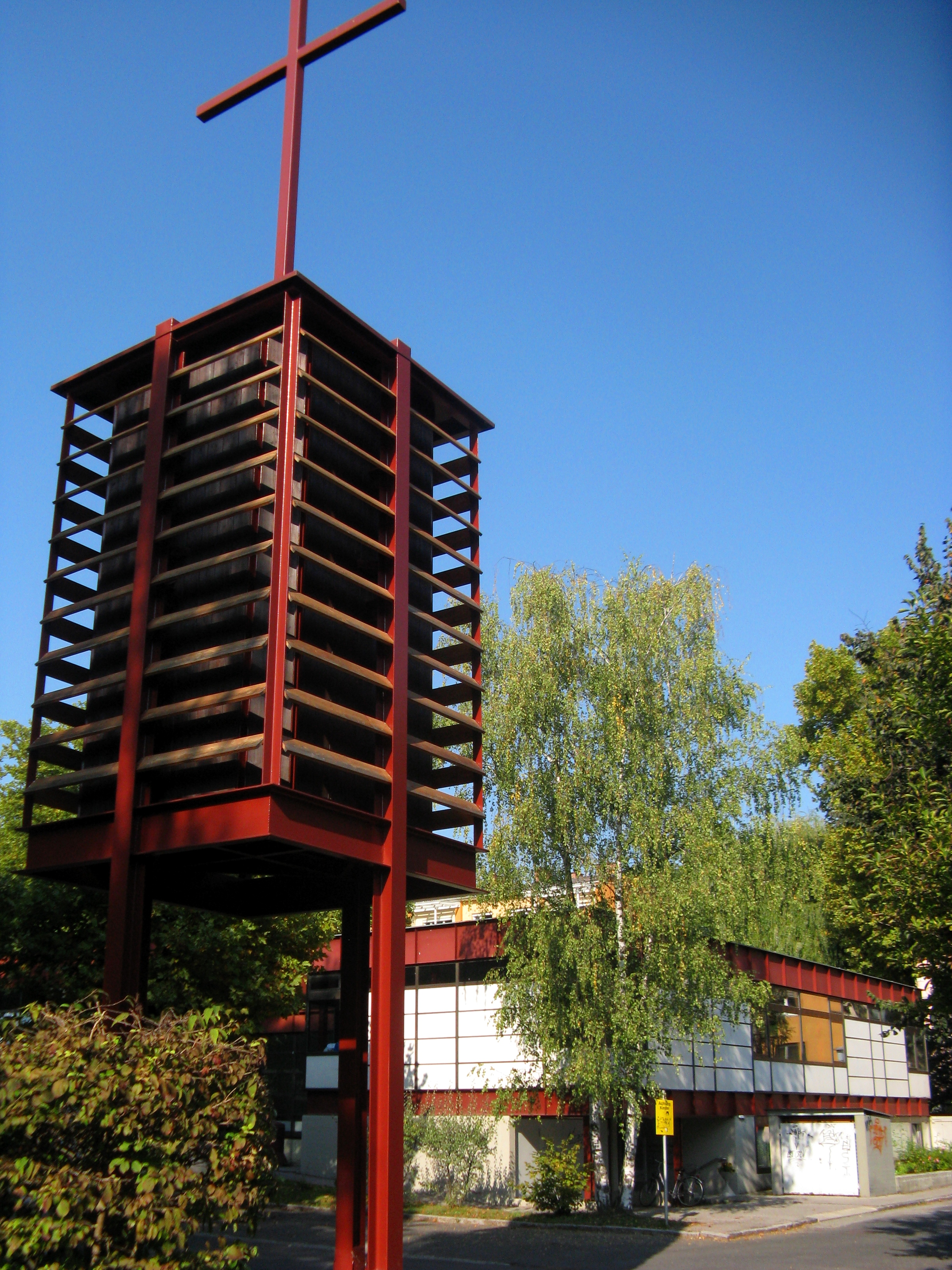
Sankt Paul in der Eisteichsiedlung

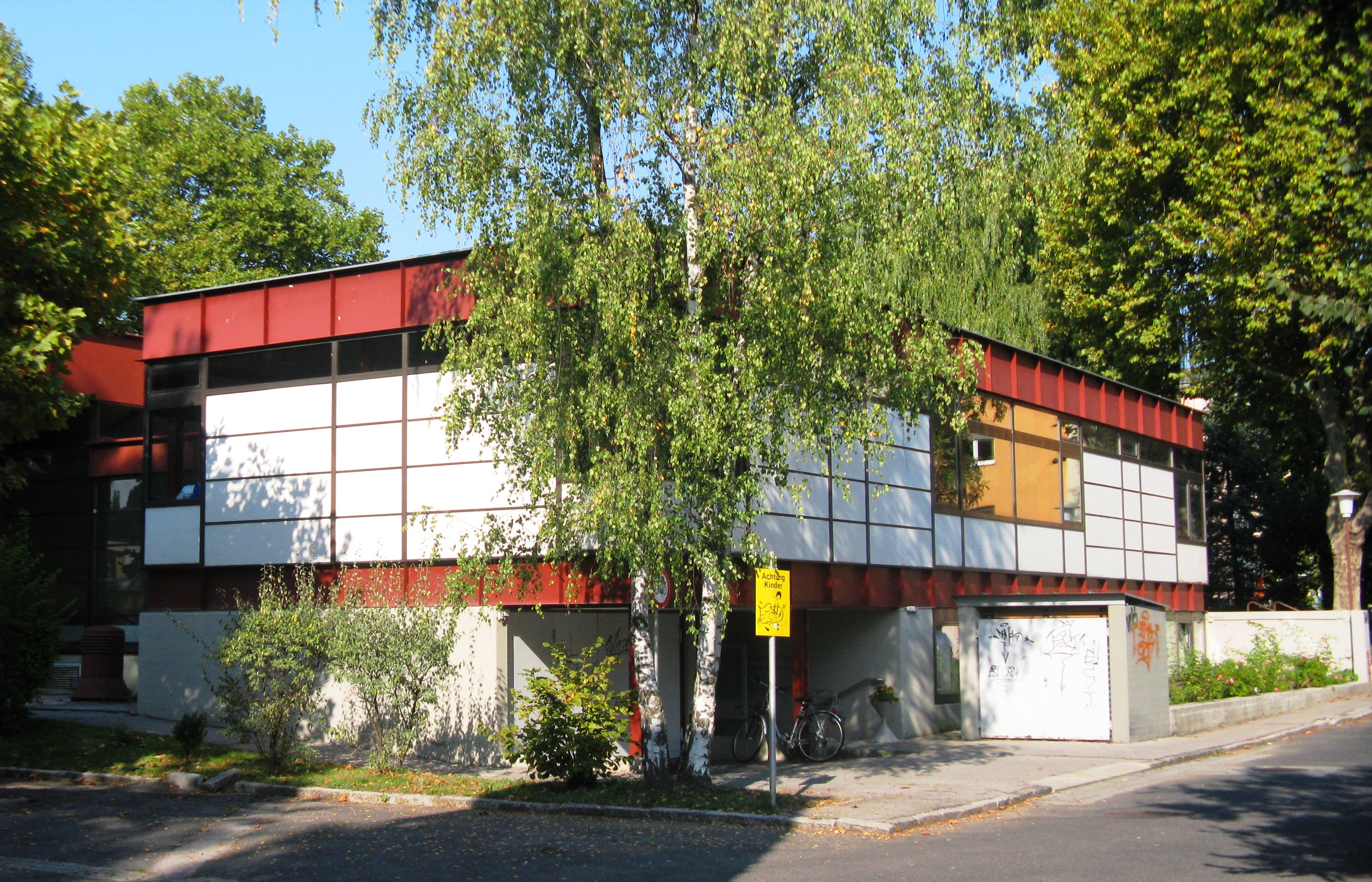
Seelsorgezentrum

Die Kirche St. Paul in der Eisteichsiedlung bzw. Pfarrkirche Graz-Waltendorf ist eine römisch-katholische Kirche im 9. Grazer Stadtbezirk Waltendorf. Die Kirche ist dem Apostel Paulus gewidmet und trägt das Patrozinium Pauli Bekehrung (25. Jänner). Sie ist die Pfarrkirche der Pfarre Graz-Waltendorf, Dekanat Graz-Süd der Stadtkirche Graz.

## Geschichte und Gestaltung
Nach dem Zweiten Weltkrieg entwickelte sich aus der Eisteichsiedlung eine Satellitenstadt. Nach den Plänen des Architekten Ferdinand Schuster wurde wegen des Bevölkerungswachstums in den späten 1960er Jahren ein Seelsorgezentrum mit dazugehöriger Kirche errichtet.
Der nicht zu ausschließlich liturgischen Zwecken verwendbare Raum mit quadratischem Grundriss besitzt bühnenartige Elemente, die mit Hilfe von Vorhängen vom zentralen Raum getrennt werden können. Erst im Nachhinein wurden den Räumlichkeiten sakrale Elemente hinzugefügt: ein Altartisch mit Reliefplatten, ein Ambo und Portale mit Darstellungen aus Jesu Christi Leben. Ein freistehender Glockenturm aus Stahlträgern mit einem Kreuz wurde später als christliches Zeichen angebaut. Die sakralen Elemente wurden vom bekannten Grazer Künstler Erwin Huber geschaffen.
Die Kirche Hl. Paulus steht mitsamt Pfarrzentrum St. Paul/Eisteich steht unter Denkmalschutz.

## Weblink
Koordinaten: 47° 3′ 49″ N, 15° 28′ 10,4″ O